# Роланд Бар
Роланд Бар (нім. Roland Baar, 12 квітня 1965 — 23 червня 2018) — німецький академічний веслувальник.
Срібний призер Олімпійських Ігор 1996 року в складі вісімки, бронзовий призер 1992 року в складі вісімки, учасник 1988 року.
Чемпіон світу 1989, 1990, 1991, 1993, 1995 років у складі вісімки.